# Nobiltà irlandese
La nobiltà irlandese comprende tutti gli individui e le famiglie un tempo riconosciute dall'Irlanda come membri della classe aristocratica, ovvero godenti di privilegi ereditari.
Questa classe era suddivisa al suo interno in tre categorie:
1. Nobiltà gaelica d'Irlanda quanti sono qualificati sulle regole del tanistry, o sono discendenti per linea diretta maschile dai primi grandi re dell'Irlanda (Rí) e dei re norreno-gaelici.
2. Hiberno-Normanni o "Vecchia inglese" è la nobiltà derivante dai primi bretoni insediatisi in Irlanda dal Galles, dalla Normandia e dall'Inghilterra dopo la prima invasione normanna dell'Irlanda nel 1169–71.
3. Parìa d'Irlanda è la nobiltà derivata da quanti vennero riconosciuti nobili dai monarchi inglesi in Irlanda nel loro ruolo di Signori del Regno d'Irlanda. I Pari erano automaticamente membri della Camera dei lord d'Irlanda, la Camera alta del parlamento del regno fino al 1801, dopodiché elessero 28 rappresentanti (eletti a vita) come membri della Camera dei lord di Londra.

Questi gruppi non erano tra loro chiusi ed esclusivi. Poteva spesso capitare di vedere commistioni tra il gruppo 1 ed il gruppo 2 (prima del Trattato di Limerick), mentre meno frequenti erano le unioni tra il gruppo 2 ed il gruppo 3 (prima della dichiarazione della Repubblica d'Irlanda). Ancor meno erano frequenti le unioni tra i gruppi 1 e 3. Alcune titolazioni erano personali (ad esempio dei gruppi di nobili gaelici che, arresisi spontaneamente, ottennero la restituzione dei loro titoli da re Enrico VIII d'Inghilterra).
Dal 1948 al 2003, la Repubblica d'Irlanda ha concesso delle forme di cortesia per i titoli nobiliari di epoca gaelica (i cosiddetti Chiefs of the Name), ma senza il riconoscimento di uno specifico status legale o politico. L'art. 40 com. 2 della Costituzione irlandese proibisce allo stato di conferire titoli nobiliari e cittadinanza e tanto meno di accettare onorificenze senza l'approvazione diretta del governo. Ad ogni modo, i titoli nobiliari continuano ad essere utilizzati da quelle persone di discendenza nobile anche all'interno della Repubblica irlandese senza conseguenze. 
I titoli nobiliari continuano invece ad essere regolarmente conferiti nell'Irlanda del Nord che ad oggi rimane parte del Regno Unito anche se dal 1922 non appartengono più alla Paria d'Irlanda (il titolo esistente più recente è stato creato nel 1868), ma solo alla Paria del Regno Unito, inoltre dallo stesso anno non vengono più eletti i 28 rappresentanti elettivi degli stessi Pari irlandesi alla Camera dei Lord (anche se continuarono a farne parte quelli già eletti, l'ultimo dei quali morì nel 1961, e gli irlandesi con titoli appartenenti alle altre Parie).